# Croton paulinus
Espèce
Croton paulinus est une espèce de plantes à fleurs du genre Croton et de la famille des Euphorbiaceae, présente au Brésil (Bahia, Minas Gerais, São Paulo, Goiás).
Il a pour synonyme :
- Astraea paulina, Didr.
- Croton lobatus var. paulinus, (Didr.) Müll.Arg., 1866
- Oxydectes paulina, (Didr.) Kuntze